# Nazionale maschile di pallavolo della Danimarca
La nazionale maschile di pallavolo della Danimarca è una squadra europea composta dai migliori giocatori di pallavolo della Danimarca ed è posta sotto l'egida della Federazione pallavolistica della Danimarca.

## Rosa
Segue la rosa dei giocatori convocati per il campionato europeo 2023.
| N° | Nome               | Ruolo | Data di nascita   | Squadra        |
| -- | ------------------ | ----- | ----------------- | -------------- |
| 1  | Nikolaj Hjorth     | S     | 13 marzo 1998     | Fortuna Odense |
| 5  | Joachim Hesselholt | C     | 5 novembre 2001   | Salonit Anhovo |
| 6  | Rasmus Mikelsons   | C     | 2 maggio 1998     | Gentofte       |
| 7  | Alfred Østergaard  | L     | 10 settembre 2002 | Ikast          |
| 8  | Axel Jacobsen      | P     | 10 luglio 1984    | Panathīnaïkos  |
| 9  | Rasmus Nielsen     | O     | 22 maggio 1994    | M&G            |
| 10 | Tobias Kjær        | S     | 17 luglio 1999    | Limax          |
| 11 | Mikkel Hoff        | P     | 15 ottobre 2001   | Aalst          |
| 13 | Simon Andersen     | C     | 20 aprile 1997    | Kladno         |
| 14 | Ulrik Dahl         | O     | 18 novembre 2000  | Avoc Achel     |
| 18 | Simon Uhrenholt    | O     | 17 giugno 2004    | Ikast          |
| 19 | Axel Larsen        | S     | 18 agosto 2004    | Amager         |
| 21 | Mads Jensen        | O     | 24 aprile 1999    | Verona         |
| 22 | Oskar Madsen       | S     | 17 gennaio 2000   | Lvi Praha      |

## Risultati

### Competizioni FIVB
| 1949 | non qualificata | -            |
| 1952 | non qualificata | -            |
| 1956 | non qualificata | -            |
| 1960 | non qualificata | -            |
| 1962 | non qualificata | -            |
| 1966 | 22º posto       | Convocazioni |
| 1970 | non qualificata | -            |
| 1974 | non qualificata | -            |
| 1978 | non qualificata | -            |
| 1982 | non qualificata | -            |
| 1986 | non qualificata | -            |
| 1990 | non qualificata | -            |
| 1994 | non qualificata | -            |
| 1998 | non qualificata | -            |
| 2002 | non qualificata | -            |
| 2006 | non qualificata | -            |
| 2010 | non qualificata | -            |
| 2014 | non qualificata | -            |
| 2018 | non qualificata | -            |
| 2022 | non qualificata | -            |

### Competizioni CEV
| 1948 | non qualificata | -            |
| 1950 | non qualificata | -            |
| 1951 | non qualificata | -            |
| 1955 | non qualificata | -            |
| 1958 | 20º posto       | Convocazioni |
| 1963 | 17º posto       | Convocazioni |
| 1967 | non qualificata | -            |
| 1971 | 20º posto       | Convocazioni |
| 1975 | non qualificata | -            |
| 1977 | non qualificata | -            |
| 1979 | non qualificata | -            |
| 1981 | non qualificata | -            |
| 1983 | non qualificata | -            |
| 1985 | non qualificata | -            |
| 1987 | non qualificata | -            |
| 1989 | non qualificata | -            |
| 1991 | non qualificata | -            |
| 1993 | non qualificata | -            |
| 1995 | non qualificata | -            |
| 1997 | non qualificata | -            |
| 1999 | non qualificata | -            |
| 2001 | non qualificata | -            |
| 2003 | non qualificata | -            |
| 2005 | non qualificata | -            |
| 2007 | non qualificata | -            |
| 2009 | non qualificata | -            |
| 2011 | non qualificata | -            |
| 2013 | 12º posto       | Convocazioni |
| 2015 | non qualificata | -            |
| 2017 | non qualificata | -            |
| 2019 | non qualificata | -            |
| 2021 | non qualificata | -            |
| 2023 | 24º posto       | Convocazioni |

| 2004 | non qualificata | -            |
| 2005 | non qualificata | -            |
| 2006 | non qualificata | -            |
| 2007 | non qualificata | -            |
| 2008 | non qualificata | -            |
| 2009 | non qualificata | -            |
| 2010 | non qualificata | -            |
| 2011 | non qualificata | -            |
| 2012 | 7º posto        | Convocazioni |
| 2013 | 11º posto       | Convocazioni |
| 2014 | 10º posto       | Convocazioni |
| 2015 | 7º posto        | Convocazioni |
| 2016 | 5º posto        | Convocazioni |
| 2017 | 4º posto        | Convocazioni |
| 2018 | non qualificata | -            |
| 2019 | non qualificata | -            |
| 2021 | non qualificata | -            |
| 2022 | 9º posto        | Convocazioni |
| 2023 | 10º posto       | Convocazioni |
| 2024 | non qualificata | -            |

| 2018 | non qualificata | -            |
| 2019 | 3º posto        | Convocazioni |
| 2021 | 1º posto        | Convocazioni |
| 2022 | non qualificata | -            |
| 2023 | non qualificata | -            |
| 2024 | non qualificata | -            |